# Tour de France 2018
105. edycja wyścigu kolarskiego Tour de France odbywająca się w dniach 7–29 lipca 2018 roku. Liczył dwadzieścia jeden etapów o łącznym dystansie 3351 km. Wyścig ten zaliczany był do rankingu światowego UCI World Tour 2018.

## Etapy[1]
| Etap | Data     | Start                     | Meta                              | Dystans     | Typ         | Typ                     | Zwycięzca           | Lider             |
| ---- | -------- | ------------------------- | --------------------------------- | ----------- | ----------- | ----------------------- | ------------------- | ----------------- |
| 1    | 7 lipca  | Noirmoutier-en-l’Île      | Fontenay-le-Comte                 | 201 km      |             | płaski                  | Fernando Gaviria    | Fernando Gaviria  |
| 2    | 8 lipca  | Mouilleron-Saint-Germain  | La Roche-sur-Yon                  | 183 km      |             | płaski                  | Peter Sagan         | Peter Sagan       |
| 3    | 9 lipca  | Cholet                    | Cholet                            | 35 km       |             | drużynowa jazda na czas | BMC Racing Team     | Greg Van Avermaet |
| 4    | 10 lipca | La Baule                  | Sarzeau                           | 192 km      |             | płaski                  | Fernando Gaviria    | Greg Van Avermaet |
| 5    | 11 lipca | Lorient                   | Quimper                           | 203 km      |             | pagórkowaty             | Peter Sagan         | Greg Van Avermaet |
| 6    | 12 lipca | Brest                     | Mûr-de-Bretagne                   | 181 km      |             | pagórkowaty             | Daniel Martin       | Greg Van Avermaet |
| 7    | 13 lipca | Fougères                  | Chartres                          | 231 km      |             | płaski                  | Dylan Groenewegen   | Greg Van Avermaet |
| 8    | 14 lipca | Dreux                     | Amiens                            | 181 km      |             | płaski                  | Dylan Groenewegen   | Greg Van Avermaet |
| 9    | 15 lipca | Arras                     | Roubaix                           | 154 km      |             | płaski                  | John Degenkolb      | Greg Van Avermaet |
|      | 16 lipca | Annecy                    | Annecy                            | Annecy      | Annecy      | dzień przerwy           | dzień przerwy       | dzień przerwy     |
| 10   | 17 lipca | Annecy                    | Le Grand-Bornand                  | 159 km      |             | górski                  | Julian Alaphilippe  | Greg Van Avermaet |
| 11   | 18 lipca | Albertville               | La Rosière                        | 108 km      |             | górski                  | Geraint Thomas      | Geraint Thomas    |
| 12   | 19 lipca | Bourg-Saint-Maurice       | L’Alpe d’Huez                     | 175 km      |             | górski                  | Geraint Thomas      | Geraint Thomas    |
| 13   | 20 lipca | Le Bourg-d’Oisans         | Valence                           | 169 km      |             | płaski                  | Peter Sagan         | Geraint Thomas    |
| 14   | 21 lipca | Saint-Paul-Trois-Châteaux | Mende                             | 187 km      |             | pagórkowaty             | Omar Fraile         | Geraint Thomas    |
| 15   | 22 lipca | Millau                    | Carcassonne                       | 181 km      |             | pagórkowaty             | Magnus Cort Nielsen | Geraint Thomas    |
|      | 23 lipca | Carcassonne               | Carcassonne                       | Carcassonne | Carcassonne | dzień przerwy           | dzień przerwy       | dzień przerwy     |
| 16   | 24 lipca | Carcassonne               | Bagnères-de-Luchon                | 218 km      |             | górski                  | Julian Alaphilippe  | Geraint Thomas    |
| 17   | 25 lipca | Bagnères-de-Luchon        | Saint-Lary-Soulan (Col de Portet) | 65 km       |             | górski                  | Nairo Quintana      | Geraint Thomas    |
| 18   | 26 lipca | Trie-sur-Baïse            | Pau                               | 172 km      |             | płaski                  | Arnaud Démare       | Geraint Thomas    |
| 19   | 27 lipca | Lourdes                   | Laruns                            | 200 km      |             | górski                  | Primož Roglič       | Geraint Thomas    |
| 20   | 28 lipca | Saint-Pée-sur-Nivelle     | Espelette                         | 31 km       |             | jazda na czas           | Tom Dumoulin        | Geraint Thomas    |
| 21   | 29 lipca | Houilles                  | Paryż (Champs-Élysées)            | 115 km      |             | płaski                  | Alexander Kristoff  | Geraint Thomas    |

## Uczestnicy
Na starcie tego wieloetapowego wyścigu stanęły 22 zawodowe ekipy, 18 drużyn jeżdżących w UCI World Tour 2018 i 4 profesjonalne zespoły zaproszone przez organizatorów z tzw. „dziką kartą”.
Lista drużyn uczestniczących w wyścigu:
| Numery  | Kod | Drużyna                                  |
| ------- | --- | ---------------------------------------- |
| 1-8     | SKY | Team Sky                                 |
| 11-18   | EFD | EF Education First–Drapac p/b Cannondale |
| 21-28   | ALM | Ag2r-La Mondiale                         |
| 31-38   | SUN | Team Sunweb                              |
| 41-48   | FVC | Team Fortuneo–Samsic                     |
| 51-58   | TBM | Bahrain-Merida                           |
| 61-68   | MTS | Mitchelton-Scott                         |
| 71-78   | MOV | Movistar Team                            |
| 81-88   | BMC | BMC Racing Team                          |
| 91-98   | UAE | UAE Team Emirates                        |
| 101-108 | QST | Quick-Step Floors                        |

| Numery  | Kod | Drużyna              |
| ------- | --- | -------------------- |
| 111-118 | BOH | Bora-Hansgrohe       |
| 121-128 | KAT | Astana Pro Team      |
| 131-138 | DDD | Team Dimension Data  |
| 141-148 | TKA | Team Katusha-Alpecin |
| 151-158 | GFC | Groupama-FDJ         |
| 161-168 | TLJ | Team LottoNL-Jumbo   |
| 171-178 | LTS | Lotto Soudal         |
| 181-188 | DEN | Direct Énergie       |
| 191-198 | TFS | Trek-Segafredo       |
| 201-208 | COF | Cofidis              |
| 211-218 | WGG | Wanty-Groupe Gobert  |

## Wyniki etapów

### Etap 1 – 07.07: Noirmoutier-en-l’Île > Fontenay-le-Comte, 201 km
| Poz. | Zawodnik           | Zespół | Czas       |
| ---- | ------------------ | ------ | ---------- |
| 1.   | Fernando Gaviria   | QST    | 4h 23' 32" |
| 2.   | Peter Sagan        | BOH    | + 0"       |
| 3.   | Marcel Kittel      | TKA    | + 0"       |
|      |                    |        |            |
| 10.  | Rafał Majka        | BOH    | + 0"       |
| 77.  | Maciej Bodnar      | BOH    | + 42"      |
| 145. | Paweł Poljański    | BOH    | + 2' 24"   |
| 148. | Michał Kwiatkowski | SKY    | + 2' 24"   |
| 164. | Tomasz Marczyński  | LTS    | + 3' 12"   |

| Poz. | Zawodnik           | Zespół | Czas       |
| ---- | ------------------ | ------ | ---------- |
| 1.   | Fernando Gaviria   | QST    | 4h 23' 32" |
| 2.   | Peter Sagan        | BOH    | + 4"       |
| 3.   | Marcel Kittel      | TKA    | + 6"       |
|      |                    |        |            |
| 11.  | Rafał Majka        | BOH    | + 10"      |
| 77.  | Maciej Bodnar      | BOH    | + 52"      |
| 145. | Paweł Poljański    | BOH    | + 2' 34"   |
| 148. | Michał Kwiatkowski | SKY    | + 2' 34"   |
| 164. | Tomasz Marczyński  | LTS    | + 3' 22"   |

### Etap 2 – 08.07: Mouilleron-Saint-Germain > La Roche-sur-Yon, 183 km
| Poz. | Zawodnik           | Zespół | Czas       |
| ---- | ------------------ | ------ | ---------- |
| 1.   | Peter Sagan        | BOH    | 4h 06' 37" |
| 2.   | Sonny Colbrelli    | TBM    | + 0"       |
| 3.   | Arnaud Démare      | FDJ    | + 0"       |
|      |                    |        |            |
| 21.  | Michał Kwiatkowski | SKY    | + 0"       |
| 54.  | Rafał Majka        | BOH    | + 0"       |
| 84.  | Tomasz Marczyński  | LTS    | + 0"       |
| 110. | Maciej Bodnar      | BOH    | + 0"       |
| 146. | Paweł Poljański    | BOH    | + 2' 25"   |

| Poz. | Zawodnik           | Zespół | Czas       |
| ---- | ------------------ | ------ | ---------- |
| 1.   | Peter Sagan        | BOH    | 8h 29' 53" |
| 2.   | Fernando Gaviria   | QST    | + 6"       |
| 3.   | Sonny Colbrelli    | TBM    | + 10"      |
|      |                    |        |            |
| 23.  | Rafał Majka        | BOH    | + 16"      |
| 68.  | Maciej Bodnar      | BOH    | + 58"      |
| 117. | Michał Kwiatkowski | SKY    | + 2' 40"   |
| 130. | Tomasz Marczyński  | LTS    | + 3' 28"   |
| 150. | Paweł Poljański    | BOH    | + 5' 05"   |

### Etap 3 – 09.07: Cholet > Cholet, 35 km
| Poz. | Zespół            | Czas    |
| ---- | ----------------- | ------- |
| 1.   | BMC Racing Team   | 38' 46" |
| 2.   | Team Sky          | + 4"    |
| 3.   | Quick-Step Floors | + 7"    |

| Poz. | Zawodnik           | Zespół | Czas       |
| ---- | ------------------ | ------ | ---------- |
| 1.   | Greg Van Avermaet  | BMC    | 9h 08' 55" |
| 2.   | Tejay van Garderen | BMC    | + 0"       |
| 3.   | Geraint Thomas     | SKY    | + 3"       |
|      |                    |        |            |
| 11.  | Rafał Majka        | BOH    | + 50"      |
| 35.  | Maciej Bodnar      | BOH    | + 1' 32"   |
| 66.  | Michał Kwiatkowski | SKY    | + 2' 28"   |
| 119. | Tomasz Marczyński  | LTS    | + 5' 04"   |
| 131. | Paweł Poljański    | BOH    | + 6' 04"   |

### Etap 4 – 10.07: La Baule > Sarzeau, 192 km
| Poz. | Zawodnik           | Zespół | Czas       |
| ---- | ------------------ | ------ | ---------- |
| 1.   | Fernando Gaviria   | QST    | 4h 25' 01" |
| 2.   | Peter Sagan        | BOH    | + 0"       |
| 3.   | André Greipel      | LTS    | + 0"       |
|      |                    |        |            |
| 28.  | Michał Kwiatkowski | SKY    | + 0"       |
| 50.  | Rafał Majka        | BOH    | + 0"       |
| 77.  | Maciej Bodnar      | BOH    | + 0"       |
| 165. | Paweł Poljański    | BOH    | + 3' 48"   |
| 169. | Tomasz Marczyński  | LTS    | + 5' 53"   |

| Poz. | Zawodnik           | Zespół | Czas        |
| ---- | ------------------ | ------ | ----------- |
| 1.   | Greg Van Avermaet  | BMC    | 13h 33' 56" |
| 2.   | Tejay van Garderen | BMC    | + 0"        |
| 3.   | Geraint Thomas     | SKY    | + 3"        |
|      |                    |        |             |
| 11.  | Rafał Majka        | BOH    | + 50"       |
| 29.  | Maciej Bodnar      | BOH    | + 1' 32"    |
| 56.  | Michał Kwiatkowski | SKY    | + 2' 28"    |
| 144. | Paweł Poljański    | BOH    | + 9' 52"    |
| 149. | Tomasz Marczyński  | LTS    | + 10' 57"   |

### Etap 5 – 11.07: Lorient > Quimper, 203 km
| Poz. | Zawodnik           | Zespół | Czas       |
| ---- | ------------------ | ------ | ---------- |
| 1.   | Peter Sagan        | BOH    | 4h 48' 46" |
| 2.   | Sonny Colbrelli    | TBM    | + 0"       |
| 3.   | Philippe Gilbert   | QST    | + 0"       |
|      |                    |        |            |
| 20.  | Rafał Majka        | BOH    | + 0"       |
| 80.  | Tomasz Marczyński  | LTS    | + 1' 27"   |
| 96.  | Michał Kwiatkowski | SKY    | + 2' 15"   |
| 99.  | Paweł Poljański    | BOH    | + 2' 15"   |
| 141. | Maciej Bodnar      | BOH    | + 12' 50"  |

| Poz. | Zawodnik           | Zespół | Czas        |
| ---- | ------------------ | ------ | ----------- |
| 1.   | Greg Van Avermaet  | BMC    | 18h 22' 00" |
| 2.   | Tejay van Garderen | BMC    | + 2"        |
| 3.   | Philippe Gilbert   | QST    | + 3"        |
|      |                    |        |             |
| 10.  | Rafał Majka        | BOH    | + 52"       |
| 64.  | Michał Kwiatkowski | SKY    | + 4' 45"    |
| 109. | Paweł Poljański    | BOH    | + 12' 09"   |
| 110. | Tomasz Marczyński  | LTS    | + 12' 26"   |
| 122. | Maciej Bodnar      | BOH    | + 14' 24"   |

### Etap 6 – 12.07: Brest > Mûr-de-Bretagne, 181 km
| Poz. | Zawodnik           | Zespół | Czas       |
| ---- | ------------------ | ------ | ---------- |
| 1.   | Daniel Martin      | UAE    | 4h 13' 43" |
| 2.   | Pierre Latour      | ALM    | + 1"       |
| 3.   | Alejandro Valverde | MOV    | + 3"       |
|      |                    |        |            |
| 5.   | Rafał Majka        | BOH    | + 3"       |
| 86.  | Paweł Poljański    | BOH    | + 3' 27"   |
| 98.  | Michał Kwiatkowski | SKY    | + 4' 59"   |
| 99.  | Tomasz Marczyński  | LTS    | + 4' 59"   |
| 140. | Maciej Bodnar      | BOH    | + 11' 45"  |

| Poz. | Zawodnik           | Zespół | Czas        |
| ---- | ------------------ | ------ | ----------- |
| 1.   | Greg Van Avermaet  | BMC    | 22h 35' 46" |
| 2.   | Geraint Thomas     | SKY    | + 3"        |
| 3.   | Tejay van Garderen | BMC    | + 5"        |
|      |                    |        |             |
| 9.   | Rafał Majka        | BOH    | + 52"       |
| 70.  | Michał Kwiatkowski | SKY    | + 9' 41"    |
| 99.  | Paweł Poljański    | BOH    | + 15' 33"   |
| 107. | Tomasz Marczyński  | LTS    | + 17' 21"   |
| 134. | Maciej Bodnar      | BOH    | + 26' 06"   |

### Etap 7 – 13.07: Fougères > Chartres, 231 km
| Poz. | Zawodnik           | Zespół | Czas       |
| ---- | ------------------ | ------ | ---------- |
| 1.   | Dylan Groenewegen  | TLJ    | 5h 43' 42" |
| 2.   | Fernando Gaviria   | QST    | + 0"       |
| 3.   | Peter Sagan        | BOH    | + 0"       |
|      |                    |        |            |
| 21.  | Rafał Majka        | BOH    | + 0"       |
| 131. | Maciej Bodnar      | BOH    | + 1' 27"   |
| 159. | Tomasz Marczyński  | LTS    | + 2' 21"   |
| 161. | Michał Kwiatkowski | SKY    | + 2' 21"   |
| 166. | Paweł Poljański    | BOH    | + 2' 21"   |

| Poz. | Zawodnik           | Zespół | Czas        |
| ---- | ------------------ | ------ | ----------- |
| 1.   | Greg Van Avermaet  | BMC    | 28h 19' 25" |
| 2.   | Geraint Thomas     | SKY    | + 6"        |
| 3.   | Tejay van Garderen | BMC    | + 8"        |
|      |                    |        |             |
| 9.   | Rafał Majka        | BOH    | + 55"       |
| 78.  | Michał Kwiatkowski | SKY    | + 12' 15"   |
| 105. | Paweł Poljański    | BOH    | + 17' 57"   |
| 110. | Tomasz Marczyński  | LTS    | + 19' 45"   |
| 135. | Maciej Bodnar      | BOH    | + 27' 36"   |

### Etap 8 – 14.07: Dreux > Amiens, 181 km
| Poz. | Zawodnik           | Zespół | Czas       |
| ---- | ------------------ | ------ | ---------- |
| 1.   | Dylan Groenewegen  | TLJ    | 4h 23' 36" |
| 2.   | Peter Sagan        | BOH    | + 0"       |
| 3.   | John Degenkolb     | TFS    | + 0"       |
|      |                    |        |            |
| 35.  | Rafał Majka        | BOH    | + 0"       |
| 116. | Tomasz Marczyński  | LTS    | + 1' 04"   |
| 138. | Michał Kwiatkowski | SKY    | + 2' 00"   |
| 139. | Maciej Bodnar      | BOH    | + 2' 00"   |
| 165. | Paweł Poljański    | BOH    | + 5' 02"   |

| Poz. | Zawodnik           | Zespół | Czas        |
| ---- | ------------------ | ------ | ----------- |
| 1.   | Greg Van Avermaet  | BMC    | 32h 43' 00" |
| 2.   | Geraint Thomas     | SKY    | + 7"        |
| 3.   | Tejay van Garderen | BMC    | + 9"        |
|      |                    |        |             |
| 8.   | Rafał Majka        | BOH    | + 56"       |
| 82.  | Michał Kwiatkowski | SKY    | + 14' 06"   |
| 107. | Tomasz Marczyński  | LTS    | + 20' 50"   |
| 111. | Paweł Poljański    | BOH    | + 23' 00"   |
| 135. | Maciej Bodnar      | BOH    | + 29' 37"   |

### Etap 9 – 15.07: Arras > Roubaix, 156 km
| Poz. | Zawodnik           | Zespół | Czas       |
| ---- | ------------------ | ------ | ---------- |
| 1.   | John Degenkolb     | TFS    | 3h 24' 36" |
| 2.   | Greg Van Avermaet  | BMC    | + 0"       |
| 3.   | Yves Lampaert      | QST    | + 0"       |
|      |                    |        |            |
| 30.  | Rafał Majka        | BOH    | + 27"      |
| 98.  | Paweł Poljański    | BOH    | + 9' 31"   |
| 122. | Tomasz Marczyński  | LTS    | + 16' 04"  |
| 141. | Michał Kwiatkowski | SKY    | + 16' 09"  |
| 143. | Maciej Bodnar      | BOH    | + 16' 09"  |

| Poz. | Zawodnik           | Zespół | Czas        |
| ---- | ------------------ | ------ | ----------- |
| 1.   | Greg Van Avermaet  | BMC    | 36h 07' 17" |
| 2.   | Geraint Thomas     | SKY    | + 43"       |
| 3.   | Philippe Gilbert   | QST    | + 44"       |
|      |                    |        |             |
| 6.   | Rafał Majka        | BOH    | + 1' 32"    |
| 107. | Michał Kwiatkowski | SKY    | + 30' 24"   |
| 114. | Paweł Poljański    | BOH    | + 32' 40"   |
| 127. | Tomasz Marczyński  | LTS    | + 37' 03"   |
| 148. | Maciej Bodnar      | BOH    | + 45' 55"   |

### Etap 10 – 17.07: Annecy > Le Grand-Bornand, 159 km
| Poz. | Zawodnik           | Zespół | Czas       |
| ---- | ------------------ | ------ | ---------- |
| 1.   | Julian Alaphilippe | QST    | 4h 25' 27" |
| 2.   | Ion Izagirre       | TBM    | + 1' 34"   |
| 3.   | Rein Taaramäe      | DEN    | + 1' 40"   |
|      |                    |        |            |
| 32.  | Rafał Majka        | BOH    | + 4' 14"   |
| 48.  | Michał Kwiatkowski | SKY    | + 11' 25"  |
| 98.  | Tomasz Marczyński  | LTS    | + 25' 03"  |
| 104. | Paweł Poljański    | BOH    | + 25' 03"  |
| 141. | Maciej Bodnar      | BOH    | + 27' 50"  |

| Poz. | Zawodnik           | Zespół | Czas         |
| ---- | ------------------ | ------ | ------------ |
| 1.   | Greg Van Avermaet  | BMC    | 36h 07' 17"  |
| 2.   | Geraint Thomas     | SKY    | + 2' 22"     |
| 3.   | Alejandro Valverde | MOV    | + 3' 10"     |
|      |                    |        |              |
| 13.  | Rafał Majka        | BOH    | + 4' 02"     |
| 68.  | Michał Kwiatkowski | SKY    | + 40' 05"    |
| 115. | Paweł Poljański    | BOH    | + 55' 59"    |
| 120. | Tomasz Marczyński  | LTS    | + 1h 00' 22" |
| 152. | Maciej Bodnar      | BOH    | + 1h 12' 01" |

### Etap 11 – 18.07: Albertville > La Rosière, 108 km
| Poz. | Zawodnik           | Zespół | Czas       |
| ---- | ------------------ | ------ | ---------- |
| 1.   | Geraint Thomas     | SKY    | 3h 29' 36" |
| 2.   | Tom Dumoulin       | SUN    | + 20"      |
| 3.   | Chris Froome       | SKY    | + 20"      |
|      |                    |        |            |
| 37.  | Rafał Majka        | BOH    | + 11' 29"  |
| 40.  | Michał Kwiatkowski | SKY    | + 12' 02"  |
| 58.  | Paweł Poljański    | BOH    | + 17' 51"  |
| 79.  | Tomasz Marczyński  | LTS    | + 25' 03"  |
| 142. | Maciej Bodnar      | BOH    | + 27' 55"  |

| Poz. | Zawodnik           | Zespół | Czas         |
| ---- | ------------------ | ------ | ------------ |
| 1.   | Geraint Thomas     | SKY    | 46h 06' 16"  |
| 2.   | Chris Froome       | SKY    | + 1' 25"     |
| 3.   | Tom Dumoulin       | SUN    | + 1' 44"     |
|      |                    |        |              |
| 22.  | Rafał Majka        | BOH    | + 13' 19"    |
| 54.  | Michał Kwiatkowski | SKY    | + 49' 55"    |
| 101. | Paweł Poljański    | BOH    | + 1h 11' 38" |
| 120. | Tomasz Marczyński  | LTS    | + 1h 20' 33" |
| 151. | Maciej Bodnar      | BOH    | + 1h 37' 14" |

### Etap 12 – 19.07: Bourg-Saint-Maurice > L’Alpe d’Huez, 175 km
| Poz. | Zawodnik           | Zespół | Czas       |
| ---- | ------------------ | ------ | ---------- |
| 1.   | Geraint Thomas     | SKY    | 5h 18' 37" |
| 2.   | Tom Dumoulin       | SUN    | + 2"       |
| 3.   | Romain Bardet      | ALM    | + 3"       |
|      |                    |        |            |
| 27.  | Rafał Majka        | BOH    | + 15' 09"  |
| 62.  | Tomasz Marczyński  | LTS    | + 27' 11"  |
| 72.  | Michał Kwiatkowski | SKY    | + 28' 54"  |
| 113. | Paweł Poljański    | BOH    | + 31' 37"  |
| 119. | Maciej Bodnar      | BOH    | + 31' 45"  |

| Poz. | Zawodnik           | Zespół | Czas         |
| ---- | ------------------ | ------ | ------------ |
| 1.   | Geraint Thomas     | SKY    | 49h 24' 43"  |
| 2.   | Chris Froome       | SKY    | + 1' 39"     |
| 3.   | Tom Dumoulin       | SUN    | + 1' 50"     |
|      |                    |        |              |
| 21.  | Rafał Majka        | BOH    | + 28' 38"    |
| 59.  | Michał Kwiatkowski | SKY    | + 1h 18' 59" |
| 101. | Paweł Poljański    | BOH    | + 1h 43' 25" |
| 110. | Tomasz Marczyński  | LTS    | + 1h 47' 54" |
| 143. | Maciej Bodnar      | BOH    | + 2h 09' 09" |

### Etap 13 – 20.07: Le Bourg-d’Oisans > Valence, 169 km
| Poz. | Zawodnik           | Zespół | Czas       |
| ---- | ------------------ | ------ | ---------- |
| 1.   | Peter Sagan        | BOH    | 3h 45' 55" |
| 2.   | Alexander Kristoff | UAE    | + 0"       |
| 3.   | Arnaud Démare      | FDJ    | + 0"       |
|      |                    |        |            |
| 84.  | Maciej Bodnar      | BOH    | + 1' 23"   |
| 96.  | Tomasz Marczyński  | LTS    | +1' 36"    |
| 117. | Rafał Majka        | BOH    | + 2' 08"   |
| 123. | Paweł Poljański    | BOH    | + 2' 08"   |
| 127. | Michał Kwiatkowski | SKY    | + 2' 08"   |

| Poz. | Zawodnik           | Zespół | Czas         |
| ---- | ------------------ | ------ | ------------ |
| 1.   | Geraint Thomas     | SKY    | 53h 10' 38"  |
| 2.   | Chris Froome       | SKY    | + 1' 39"     |
| 3.   | Tom Dumoulin       | SUN    | + 1' 50"     |
|      |                    |        |              |
| 20.  | Rafał Majka        | BOH    | + 30' 46"    |
| 58.  | Michał Kwiatkowski | SKY    | + 1h 21' 07" |
| 101. | Paweł Poljański    | BOH    | + 1h 45' 33" |
| 109. | Tomasz Marczyński  | LTS    | + 1h 49' 30" |
| 143. | Maciej Bodnar      | BOH    | + 2h 10' 32" |

### Etap 14 – 21.07: Saint-Paul-Trois-Châteaux > Mende, 187 km
| Poz. | Zawodnik           | Zespół | Czas       |
| ---- | ------------------ | ------ | ---------- |
| 1.   | Omar Fraile        | KAT    | 4h 41' 57" |
| 2.   | Julian Alaphilippe | QST    | + 6"       |
| 3.   | Jasper Stuyven     | TFS    | + 6"       |
|      |                    |        |            |
| 28.  | Maciej Bodnar      | BOH    | + 7' 11"   |
| 65.  | Michał Kwiatkowski | SKY    | + 21' 32"  |
| 87.  | Paweł Poljański    | BOH    | + 23' 15"  |
| 88.  | Rafał Majka        | BOH    | + 23' 15"  |
| 104. | Tomasz Marczyński  | LTS    | +23' 15"   |

| Poz. | Zawodnik           | Zespół | Czas         |
| ---- | ------------------ | ------ | ------------ |
| 1.   | Geraint Thomas     | SKY    | 58h 10' 44"  |
| 2.   | Chris Froome       | SKY    | + 1' 39"     |
| 3.   | Tom Dumoulin       | SUN    | + 1' 50"     |
|      |                    |        |              |
| 25.  | Rafał Majka        | BOH    | + 35' 52"    |
| 65.  | Michał Kwiatkowski | SKY    | + 1h 24' 30" |
| 105. | Paweł Poljański    | BOH    | + 1h 50' 39" |
| 112. | Tomasz Marczyński  | LTS    | + 1h 54' 36" |
| 115. | Maciej Bodnar      | BOH    | + 1h 59' 34" |

### Etap 15 – 22.07: Millau > Carcassonne, 181 km
| Poz. | Zawodnik            | Zespół | Czas       |
| ---- | ------------------- | ------ | ---------- |
| 1.   | Magnus Cort Nielsen | KAT    | 4h 25' 52" |
| 2.   | Ion Izagirre        | TBM    | + 0"       |
| 3.   | Bauke Mollema       | TFS    | + 2"       |
|      |                     |        |            |
| 8.   | Rafał Majka         | BOH    | + 37"      |
| 15.  | Paweł Poljański     | BOH    | + 2' 31"   |
| 27.  | Michał Kwiatkowski  | SKY    | + 13' 11"  |
| 91.  | Tomasz Marczyński   | LTS    | +17' 55"   |
| 137. | Maciej Bodnar       | BOH    | + 23' 36"  |

| Poz. | Zawodnik           | Zespół | Czas         |
| ---- | ------------------ | ------ | ------------ |
| 1.   | Geraint Thomas     | SKY    | 62h 49' 47"  |
| 2.   | Chris Froome       | SKY    | + 1' 39"     |
| 3.   | Tom Dumoulin       | SUN    | + 1' 50"     |
|      |                    |        |              |
| 21.  | Rafał Majka        | BOH    | + 23' 18"    |
| 67.  | Michał Kwiatkowski | SKY    | + 1h 24' 30" |
| 79.  | Paweł Poljański    | BOH    | + 1h 39' 59" |
| 108. | Tomasz Marczyński  | LTS    | + 1h 59' 20" |
| 122. | Maciej Bodnar      | BOH    | + 2h 09' 59" |

### Etap 16 – 24.07: Carcassonne > Bagnères-de-Luchon, 218 km
| Poz. | Zawodnik           | Zespół | Czas       |
| ---- | ------------------ | ------ | ---------- |
| 1.   | Julian Alaphilippe | QST    | 5h 13' 22" |
| 2.   | Gorka Izagirre     | TBM    | + 15"      |
| 3.   | Adam Yates         | MTS    | + 15"      |
|      |                    |        |            |
| 21.  | Michał Kwiatkowski | SKY    | + 8' 52"   |
| 75.  | Rafał Majka        | BOH    | + 19' 05"  |
| 108. | Tomasz Marczyński  | LTS    | + 30' 47"  |
| 113. | Paweł Poljański    | BOH    | +30' 47"   |
| 136. | Maciej Bodnar      | BOH    | + 30' 47"  |

| Poz. | Zawodnik           | Zespół | Czas         |
| ---- | ------------------ | ------ | ------------ |
| 1.   | Geraint Thomas     | SKY    | 68h 12' 01"  |
| 2.   | Chris Froome       | SKY    | + 1' 39"     |
| 3.   | Tom Dumoulin       | SUN    | + 1' 50"     |
|      |                    |        |              |
| 28.  | Rafał Majka        | BOH    | + 33' 31"    |
| 59.  | Michał Kwiatkowski | SKY    | + 1h 24' 30" |
| 93.  | Paweł Poljański    | BOH    | + 2h 01' 54" |
| 114. | Tomasz Marczyński  | LTS    | + 2h 21' 15" |
| 121. | Maciej Bodnar      | BOH    | + 2h 31' 54" |

### Etap 17 – 25.07: Bagnères-de-Luchon > Saint-Lary-Soulan, 65 km
| Poz. | Zawodnik           | Zespół | Czas       |
| ---- | ------------------ | ------ | ---------- |
| 1.   | Nairo Quintana     | MOV    | 2h 21' 27" |
| 2.   | Daniel Martin      | UAE    | + 28"      |
| 3.   | Geraint Thomas     | SKY    | + 47"      |
|      |                    |        |            |
| 11.  | Rafał Majka        | BOH    | + 2' 20"   |
| 59.  | Michał Kwiatkowski | SKY    | + 19' 30"  |
| 84.  | Tomasz Marczyński  | LTS    | + 20' 55"  |
| 128. | Paweł Poljański    | BOH    | +25' 48"   |
| 136. | Maciej Bodnar      | BOH    | + 26' 39"  |

| Poz. | Zawodnik           | Zespół | Czas         |
| ---- | ------------------ | ------ | ------------ |
| 1.   | Geraint Thomas     | SKY    | 70h 34' 11"  |
| 2.   | Tom Dumoulin       | SUN    | + 1' 59"     |
| 3.   | Chris Froome       | SKY    | + 2' 31"     |
|      |                    |        |              |
| 23.  | Rafał Majka        | BOH    | + 35' 08"    |
| 61.  | Michał Kwiatkowski | SKY    | + 1h 43' 17" |
| 94.  | Paweł Poljański    | BOH    | + 2h 26' 59" |
| 109. | Tomasz Marczyński  | LTS    | + 2h 41' 27" |
| 123. | Maciej Bodnar      | BOH    | + 2h 57' 50" |

### Etap 18 – 26.07: Trie-sur-Baïse > Pau, 172 km
| Poz. | Zawodnik           | Zespół | Czas       |
| ---- | ------------------ | ------ | ---------- |
| 1.   | Arnaud Démare      | GFC    | 3h 46' 50" |
| 2.   | Christophe Laporte | COF    | + 0"       |
| 3.   | Alexander Kristoff | UAE    | + 0"       |
|      |                    |        |            |
| 30.  | Michał Kwiatkowski | SKY    | + 0"       |
| 76.  | Maciej Bodnar      | BOH    | + 0"       |
| 105. | Tomasz Marczyński  | LTS    | + 1' 53"   |
| 128. | Rafał Majka        | BOH    | +2' 21"    |
| 136. | Paweł Poljański    | BOH    | + 2' 21"   |

| Poz. | Zawodnik           | Zespół | Czas         |
| ---- | ------------------ | ------ | ------------ |
| 1.   | Geraint Thomas     | SKY    | 74h 21' 01"  |
| 2.   | Tom Dumoulin       | SUN    | + 1' 59"     |
| 3.   | Chris Froome       | SKY    | + 2' 31"     |
|      |                    |        |              |
| 23.  | Rafał Majka        | BOH    | + 37' 29"    |
| 60.  | Michał Kwiatkowski | SKY    | + 1h 43' 17" |
| 95.  | Paweł Poljański    | BOH    | + 2h 29' 20" |
| 109. | Tomasz Marczyński  | LTS    | + 2h 43' 20" |
| 121. | Maciej Bodnar      | BOH    | + 2h 57' 50" |

### Etap 19 – 27.07: Lourdes > Laruns, 200 km
| Poz. | Zawodnik           | Zespół | Czas       |
| ---- | ------------------ | ------ | ---------- |
| 1.   | Primož Roglič      | TLJ    | 5h 28' 17" |
| 2.   | Geraint Thomas     | SKY    | + 19"      |
| 3.   | Romain Bardet      | ALM    | + 19"      |
|      |                    |        |            |
| 5.   | Rafał Majka        | BOH    | + 19"      |
| 35.  | Michał Kwiatkowski | SKY    | + 18' 28"  |
| 58.  | Tomasz Marczyński  | LTS    | + 31' 55"  |
| 75.  | Paweł Poljański    | BOH    | + 32' 05"  |
| 136. | Maciej Bodnar      | BOH    | + 38' 23"  |

| Poz. | Zawodnik           | Zespół | Czas         |
| ---- | ------------------ | ------ | ------------ |
| 1.   | Geraint Thomas     | SKY    | 79h 49' 31"  |
| 2.   | Tom Dumoulin       | SUN    | + 2' 05"     |
| 3.   | Primož Roglič      | TLJ    | + 2' 24"     |
|      |                    |        |              |
| 19.  | Rafał Majka        | BOH    | + 37' 35"    |
| 50.  | Michał Kwiatkowski | SKY    | + 2h 01' 32" |
| 93.  | Paweł Poljański    | BOH    | + 3h 01' 12" |
| 106. | Tomasz Marczyński  | LTS    | + 3h 15' 02" |
| 124. | Maciej Bodnar      | BOH    | + 3h 36' 00" |

### Etap 20 – 28.07: Saint-Pée-sur-Nivelle > Espelette, 31 km
| Poz. | Zawodnik           | Zespół | Czas     |
| ---- | ------------------ | ------ | -------- |
| 1.   | Tom Dumoulin       | SUN    | 40' 52"  |
| 2.   | Chris Froome       | SKY    | + 1"     |
| 3.   | Geraint Thomas     | SKY    | + 14"    |
|      |                    |        |          |
| 4.   | Michał Kwiatkowski | SKY    | + 50"    |
| 24.  | Rafał Majka        | BOH    | + 1' 57" |
| 54.  | Maciej Bodnar      | BOH    | + 3' 34" |
| 65.  | Tomasz Marczyński  | LTS    | + 3' 58" |
| 103. | Paweł Poljański    | BOH    | + 5' 46" |

| Poz. | Zawodnik           | Zespół | Czas         |
| ---- | ------------------ | ------ | ------------ |
| 1.   | Geraint Thomas     | SKY    | 80h 30' 37"  |
| 2.   | Tom Dumoulin       | SUN    | + 1' 51"     |
| 3.   | Chris Froome       | SKY    | + 2' 24"     |
|      |                    |        |              |
| 19.  | Rafał Majka        | BOH    | + 39' 18"    |
| 49.  | Michał Kwiatkowski | SKY    | + 2h 02' 08" |
| 94.  | Paweł Poljański    | BOH    | + 3h 06' 44" |
| 103. | Tomasz Marczyński  | LTS    | + 3h 18' 46" |
| 123. | Maciej Bodnar      | BOH    | + 3h 39' 20" |

### Etap 21 – 29.07: Houilles > Avenue des Champs-Élysées, 116 km
| Poz. | Zawodnik           | Zespół | Czas       |
| ---- | ------------------ | ------ | ---------- |
| 1.   | Alexander Kristoff | UAE    | 2h 46' 36" |
| 2.   | John Degenkolb     | TFS    | + 0"       |
| 3.   | Arnaud Démare      | GFC    | + 0"       |
|      |                    |        |            |
| 50.  | Maciej Bodnar      | BOH    | + 0"       |
| 78.  | Tomasz Marczyński  | LTS    | + 24"      |
| 93.  | Paweł Poljański    | BOH    | + 30"      |
| 110. | Rafał Majka        | BOH    | + 39"      |
| 135. | Michał Kwiatkowski | SKY    | + 3' 21"   |

| Poz. | Zawodnik           | Zespół | Czas         |
| ---- | ------------------ | ------ | ------------ |
| 1.   | Geraint Thomas     | SKY    | 83h 17' 13"  |
| 2.   | Tom Dumoulin       | SUN    | + 1' 51"     |
| 3.   | Chris Froome       | SKY    | + 2' 24"     |
|      |                    |        |              |
| 19.  | Rafał Majka        | BOH    | + 39' 57"    |
| 49.  | Michał Kwiatkowski | SKY    | + 2h 05' 29" |
| 94.  | Paweł Poljański    | BOH    | + 3h 07' 14" |
| 103. | Tomasz Marczyński  | LTS    | + 3h 19' 10" |
| 122. | Maciej Bodnar      | BOH    | + 3h 39' 20" |

## Liderzy klasyfikacji po etapach
| Etap                 | Zwycięzca            | Klasyfikacja generalna | Klasyfikacja punktowa | Klasyfikacja górska | Klasyfikacja młodzieżowa | Klasyfikacja drużynowa | Najaktywniejszy kolarz etapu |
| -------------------- | -------------------- | ---------------------- | --------------------- | ------------------- | ------------------------ | ---------------------- | ---------------------------- |
| 1                    | Fernando Gaviria     | Fernando Gaviria       | Jérôme Cousin         | Kevin Ledanois      | Fernando Gaviria         | Quick-Step Floors      | Yoann Offredo                |
| 2                    | Peter Sagan          | Peter Sagan            | Peter Sagan           | Dion Smith          | Fernando Gaviria         | Quick-Step Floors      | Sylvain Chavanel             |
| 3                    | BMC Racing Team      | Greg Van Avermaet      | Peter Sagan           | Dion Smith          | Søren Kragh Andersen     | Quick-Step Floors      | –                            |
| 4                    | Fernando Gaviria     | Greg Van Avermaet      | Peter Sagan           | Dion Smith          | Søren Kragh Andersen     | Quick-Step Floors      | Jérôme Cousin                |
| 5                    | Peter Sagan          | Greg Van Avermaet      | Peter Sagan           | Toms Skujins        | Søren Kragh Andersen     | Quick-Step Floors      | Toms Skujins                 |
| 6                    | Daniel Martin        | Greg Van Avermaet      | Peter Sagan           | Toms Skujins        | Søren Kragh Andersen     | Quick-Step Floors      | Damien Gaudin                |
| 7                    | Dylan Groenewegen    | Greg Van Avermaet      | Peter Sagan           | Toms Skujins        | Søren Kragh Andersen     | Quick-Step Floors      | Laurent Pichon               |
| 8                    | Dylan Groenewegen    | Greg Van Avermaet      | Peter Sagan           | Toms Skujins        | Søren Kragh Andersen     | Quick-Step Floors      | Fabien Grellier              |
| 9                    | John Degenkolb       | Greg Van Avermaet      | Peter Sagan           | Toms Skujins        | Søren Kragh Andersen     | Quick-Step Floors      | Damien Gaudin                |
| 10                   | Julian Alaphilippe   | Greg Van Avermaet      | Peter Sagan           | Julian Alaphilippe  | Pierre Latour            | Movistar Team          | Greg Van Avermaet            |
| 11                   | Geraint Thomas       | Geraint Thomas         | Peter Sagan           | Julian Alaphilippe  | Pierre Latour            | Movistar Team          | Alejandro Valverde           |
| 12                   | Geraint Thomas       | Geraint Thomas         | Peter Sagan           | Julian Alaphilippe  | Pierre Latour            | Movistar Team          | Steven Kruijswijk            |
| 13                   | Peter Sagan          | Geraint Thomas         | Peter Sagan           | Julian Alaphilippe  | Pierre Latour            | Movistar Team          | Michael Schär                |
| 14                   | Omar Fraile          | Geraint Thomas         | Peter Sagan           | Julian Alaphilippe  | Pierre Latour            | Movistar Team          | Jasper Stuyven               |
| 15                   | Magnus Cort Nielsen  | Geraint Thomas         | Peter Sagan           | Julian Alaphilippe  | Pierre Latour            | Movistar Team          | Rafał Majka                  |
| 16                   | Julian Alaphilippe   | Geraint Thomas         | Peter Sagan           | Julian Alaphilippe  | Pierre Latour            | Bahrain-Merida         | Philippe Gilbert             |
| 17                   | Nairo Quintana       | Geraint Thomas         | Peter Sagan           | Julian Alaphilippe  | Pierre Latour            | Movistar Team          | Tanel Kangert                |
| 18                   | Arnaud Démare        | Geraint Thomas         | Peter Sagan           | Julian Alaphilippe  | Pierre Latour            | Movistar Team          | Luke Durbridge               |
| 19                   | Primož Roglič        | Geraint Thomas         | Peter Sagan           | Julian Alaphilippe  | Pierre Latour            | Movistar Team          | Mikel Landa                  |
| 20                   | Tom Dumoulin         | Geraint Thomas         | Peter Sagan           | Julian Alaphilippe  | Pierre Latour            | Movistar Team          | –                            |
| 21                   | Alexander Kristoff   | Geraint Thomas         | Peter Sagan           | Julian Alaphilippe  | Pierre Latour            | Movistar Team          | –                            |
| Klasyfikacja końcowa | Klasyfikacja końcowa | Geraint Thomas         | Peter Sagan           | Julian Alaphilippe  | Pierre Latour            | Movistar Team          | Daniel Martin                |

## Klasyfikacje końcowe

### Klasyfikacja generalna
| M-ce | Zawodnik           | Zespół               | Czas         |
| ---- | ------------------ | -------------------- | ------------ |
| 1.   | Geraint Thomas     | Team Sky             | 83h 17' 13"  |
| 2.   | Tom Dumoulin       | Team Sunweb          | + 1' 51"     |
| 3.   | Chris Froome       | Team Sky             | + 2' 24"     |
| 4.   | Primož Roglič      | Team LottoNL-Jumbo   | + 3' 22"     |
| 5.   | Steven Kruijswijk  | Team LottoNL-Jumbo   | + 6' 08"     |
| 6.   | Romain Bardet      | Ag2r-La Mondiale     | + 6' 57"     |
| 7.   | Mikel Landa        | Movistar Team        | + 7' 37"     |
| 8.   | Daniel Martin      | UAE Team Emirates    | + 9' 05"     |
| 9.   | Ilnur Zakarin      | Team Katusha-Alpecin | + 12' 37"    |
| 10.  | Nairo Quintana     | Movistar Team        | + 14' 18"    |
|      |                    |                      |              |
| 19.  | Rafał Majka        | Bora-Hansgrohe       | + 39' 57"    |
| 49.  | Michał Kwiatkowski | Team Sky             | + 2h 05' 29" |
| 94.  | Paweł Poljański    | Bora-Hansgrohe       | + 3h 07' 14" |
| 103. | Tomasz Marczyński  | Lotto Soudal         | + 3h 19' 10" |
| 122. | Maciej Bodnar      | Bora-Hansgrohe       | + 3h 39' 20" |

| M-ce | Zawodnik           | Zespół              | Punkty |
| ---- | ------------------ | ------------------- | ------ |
| 1.   | Peter Sagan        | Bora-Hansgrohe      | 477    |
| 2.   | Alexander Kristoff | UAE Team Emirates   | 246    |
| 3.   | Arnaud Démare      | Groupama-FDJ        | 203    |
| 4.   | John Degenkolb     | Trek-Segafredo      | 178    |
| 5.   | Julian Alaphilippe | Quick-Step Floors   | 143    |
| 6.   | Greg Van Avermaet  | BMC Racing Team     | 134    |
| 7.   | Andrea Pasqualon   | Wanty-Groupe Gobert | 115    |
| 8.   | Geraint Thomas     | Team Sky            | 110    |
| 9.   | Sonny Colbrelli    | Bahrain-Merida      | 104    |
| 10.  | Daniel Martin      | UAE Team Emirates   | 98     |
|      |                    |                     |        |
| 14.  | Rafał Majka        | Bora-Hansgrohe      | 78     |
| 42.  | Maciej Bodnar      | Bora-Hansgrohe      | 43     |
| 75.  | Paweł Poljański    | Bora-Hansgrohe      | 23     |
| 96.  | Michał Kwiatkowski | Team Sky            | 13     |

| M-ce | Zawodnik           | Zespół             | Punkty |
| ---- | ------------------ | ------------------ | ------ |
| 1.   | Julian Alaphilippe | Quick-Step Floors  | 170    |
| 2.   | Warren Barguil     | Fortuneo–Samsic    | 91     |
| 3.   | Rafał Majka        | Bora-Hansgrohe     | 76     |
| 4.   | Geraint Thomas     | Team Sky           | 74     |
| 5.   | Tom Dumoulin       | Team Sunweb        | 63     |
| 6.   | Primož Roglič      | Team LottoNL-Jumbo | 56     |
| 7.   | Daniel Martin      | UAE Team Emirates  | 41     |
| 8.   | Nairo Quintana     | Movistar Team      | 40     |
| 9.   | Tanel Kangert      | Astana Pro Team    | 39     |
| 10.  | Steven Kruijswijk  | Team LottoNL-Jumbo | 36     |

| M-ce | Zawodnik             | Zespół                    | Czas         |
| ---- | -------------------- | ------------------------- | ------------ |
| 1.   | Pierre Latour        | Ag2r-La Mondiale          | 83h 39' 26"  |
| 2.   | Egan Bernal          | Team Sky                  | + 5' 39"     |
| 3.   | Guillaume Martin     | Wanty-Groupe Gobert       | + 22' 05"    |
| 4.   | David Gaudu          | Groupama-FDJ              | + 1h 07' 18" |
| 5.   | Daniel Martínez      | EF Education First–Drapac | + 1h 16' 01" |
| 6.   | Antwan Tolhoek       | Team LottoNL-Jumbo        | + 1h 16' 48" |
| 7.   | Søren Kragh Andersen | Team Sunweb               | + 1h 44' 10" |
| 8.   | Stefan Küng          | BMC Racing Team           | + 1h 45' 01" |
| 9.   | Marc Soler           | Movistar Team             | + 1h 56' 14" |
| 10.  | Magnus Cort Nielsen  | Astana Pro Team           | + 2h 10' 13" |

| M-ce | Zespół             | Czas         |
| ---- | ------------------ | ------------ |
| 1.   | Movistar Team      | 250h 24' 53" |
| 2.   | Bahrain-Merida     | + 12' 33"    |
| 3.   | Team Sky           | + 31' 14"    |
| 4.   | Team LottoNL-Jumbo | + 47' 24"    |
| 5.   | Astana Pro Team    | + 1h 15' 32" |
| 6.   | Team Sunweb        | + 1h 58' 54" |
| 7.   | Ag2r-La Mondiale   | + 2h 15' 49" |
| 8.   | BMC Racing Team    | + 2h 35' 45" |
| 9.   | Quick-Step Floors  | + 3h 06' 17" |
| 10.  | Mitchelton-Scott   | + 3h 13' 41" |